# Ace Combat Zero: The Belkan War
Ace Combat Zero: The Belkan War (エースコンバット・ゼロ　ザ・ベルカン・ウォー, Ēsu Konbatto Zero Za Berukan Wō) é um jogo eletrônico de simulação de combate aéreo desenvolvido pela Project Aces e publicado Bandai Namco Games. Ele foi lançado exclusivamente para PlayStation 2 em março de 2006 no Japão, em abril na América do Norte e em setembro na Europa.

## Sinopse
O jogo mostra o período de 1995, 15 anos antes dos acontecimentos de Ace Combat 5: The Unsung War. A história baseia-se no conflito armado entre o Principado de Belka e as Forças Aliadas (uma coalizão entre Osea, Yuktobania, Ustio e Sapin, entre outras). Vários personagens de AC5 aparecem no jogo.
O jogador assume o papel do piloto mercenário Cipher, que defende a nação de Ustio, invadida por Belka. O jogo também também compõe versões antigas dos caças do jogo anterior, como o F-15 e F/A-18; vários caças de 2ª geração como o Saab Draken e o Mig-21.